# Hudi Graben
Hudi Graben – wieś w Słowenii, w gminie Tržič. W 2018 roku liczyła 42 mieszkańców.